# Ancistrosporella
Ancistrosporella — рід грибів родини Roccellaceae. Назва вперше опублікована 1995 року.

## Класифікація
До роду Ancistrosporella відносять 5 видів:
- Ancistrosporella australiensis
- Ancistrosporella curvata
- Ancistrosporella leucophila
- Ancistrosporella onchospora
- Ancistrosporella psoromica